# ایوهن خیتروف
ایوهن خیتروف (اوکراینی: Євген Ігорович Хитров؛ زادهٔ ۱۸ اوت ۱۹۸۸) بوکسور اهل اوکراین است.